# Al-Suwayda al-Sharqiyah
Al-Suwayda al-Sharqiyah (tiếng Ả Rập: السويدة الشرقية) là một ngôi làng Syria nằm ở phó huyện của huyện Hama ở tỉnh Hama. Theo Cục Thống kê Trung ương Syria (CBS), al-Suwayda al-Sharqiyah có dân số 315 trong cuộc điều tra dân số năm 2004. Cư dân của nó chủ yếu là người Hồi giáo Sunni.